# (What's the Story) Morning Glory?
(What's the Story) Morning Glory? is het tweede studioalbum van de Britse rockband Oasis, uitgebracht 3 oktober 1995.
Het album was wereldwijd een commercieel succes met meer dan 22 miljoen verkochte exemplaren. In het thuisland ging het album in de eerste week 346.000 maal over de toonbank en stond tien weken op de eerste plaats in de albumlijst. Bovendien is het album in het Verenigd Koninkrijk het derde best verkochte album aller tijden achter Queen's Greatest Hits en Sgt. Pepper's Lonely Hearts Club Band van The Beatles en is het album het best verkochte album van de jaren 90. Singles als Some Might Say, Roll With It, Wonderwall, Don't Look Back in Anger en in mindere mate Champagne supernova deden het goed in de hitlijsten.
De titel zou van een vriend van Noel Gallagher afkomstig zijn. Hij gebruikte deze term tijdens een telefoongesprek. "Morning Glory" is slang voor een ochtenderectie.
Het album is ook uitgebracht als super audio cd op 7 april 2003.

## Tracklist
- Alle tracks geschreven door Noel Gallagher, tenzij anders vermeld.

1. "Hello" (Gallagher/Glitter/Leander) — 03:21
2. "Roll With It" — 03:59
3. "Wonderwall" — 04:18
4. "Don't Look Back in Anger" — 04:48
5. "Hey Now!" — 05:41
6. "Untitled"[8] — 0:44
7. "Some Might Say" — 05:29
8. "Cast No Shadow" — 04:51
9. "She's Electric" — 03:40
10. "Morning Glory" — 05:03
11. "Untitled"[8] — 0:39
12. "Champagne Supernova" — 07:27